# Savoyen
Savoyen (fransk: Savoie, italiensk: Savoia) var historisk en region i den vestlige del af Alperne mellem Genevesøen, Rhône og Mont Cenis. I dag er regionen delt mellem de franske departementer Haute-Savoie og Savoie. Tilsammen dækker området 10.074 km² og har ca. 1 million indbyggere. Savoyen omfatter flere af de højeste alpetinder og er det højest beliggende landskab i Europa.
Indbyggerne i Savoyen kaldes savoyarder.

## Historie

### Kelterne/Romerne
Det keltiske område Sapaudia nævnes i kilder fra det 4. århundrede f.Kr.. I år 122 kom det under romersk kontrol og blev senere sammen med andre galliske områder en del af provinsen Alpes Graiae et Vallis Poeninnae.

### Burgunderne/Frankerne
I forbindelse med det Vestromerske riges kollaps blev Savoyen i 437 erobret af burgunderne. Burgunderriget blev i 500-tallet erobret af frankerne, men opretholdt en form for selvstændighed og genopstod som kongerige i 880. I 1032 uddøde Burgunds kongeslægt, og Savoyen blev en del af det tysk-romerske rige. 

### Et selvstændigt hertugdømme
Mellem 1416 og 1714 var Savoyen forenet med Piemonte i et hertugdømme. Ved freden i Utrecht 1713 måtte Spanien afstå det tidligere kongedømme Sicilien til huset Savoyen-Piemonte, og hertugen udråbte sig til konge. Siciliien blev dog i 1720 byttet med Sardinien, og Savoyen-Piemonte og Sardinien blev forenet i kongeriget Piemonte-Sardinien, som kom til at spille en vigtig rolle i Italiens samling i det 19. århundrede.

### Indlemmelse i Frankrig
Mellem 1792 og 1815 var Savoyen okkuperet af Frankrig, men Wienerkongressen gav området tilbage til kongeriget Sardinien-Piemonte. I 1860 blev det afstået til Frankrig efter en omstridt folkeafstemning.

## Våben
Kongerne i Italien 1861-1946 og i Sardinien 1815-1861 tilhørte fyrsteslægten Savoyen, der regerede til 1946. Derfor ses det dannebrogslignende våben (der ligesom Dannebrog er beslægtet med symbolet for Johanniterordenen) på en del officielle italienske bygninger fra tiden 1860-1946. 